# マテウス・マスカレーニャス・ドス・サントス・ハイムンド
マスカレーニャス（Mascarenhas）またはマテウス・マスカレーニャス（Matheus Mascarenhas）ことマテウス・マスカレーニャス・ドス・サントス・ハイムンド（ポルトガル語: Matheus Mascarenhas dos Santos Raimundo、1998年7月27日 - ）は、ブラジルのサッカー選手。ヴィトーリアSC所属。ポジションはDF。

## クラブ歴
2017年にフルミネンセFCの下部組織からトップチームに昇格。同年6月18日のカンピオナート・ブラジレイロ・セリエAのダービーマッチでプロ初出場。翌年、ボタフォゴ-SP、アトレチコ・ゴイアニエンセに期限付き移籍した。

## 代表歴
U-17代表として2015 南米U-17選手権に参加した。